# Xã Delaware, Quận Delaware, Iowa
Xã Delaware (tiếng Anh: Delaware Township) là một xã thuộc quận Delaware, tiểu bang Iowa, Hoa Kỳ. Năm 2010, dân số của xã này là 6.204 người.